# Selište (Srbac)
Selište (szerbül: Селиште), település Bosznia-Hercegovinában, Srbac községben, Bosanska krajina területén, a Szerb Köztársaságban. 

## Fekvése
Bosznia-Hercegovina északi részén, Banja Lukától légvonalban 37, közúton 53 km-re északkeletre, községközpontjától légvonalban 8, közúton 15 km-re délre, 95-150 méteres tengerszint feletti magasságban az Orbásztól keletre fekvő dombvidéken található.

## Népessége
| Nemzetiségi csoport | Népesség 1991 | Népesség 2013 |
| ------------------- | ------------- | ------------- |
| Szerb               | 90            | 79            |
| Bosnyák             | 1             | 2             |
| Horvát              | 0             | 0             |
| Jugoszláv           | 5             | 0             |
| Egyéb               | 39            | 5             |
| Összesen            | 134           | 84            |

## Története
Selište az osztrák-magyar uralom idején erdőirtással jött létre a Selište-erdő területén. A térség 1878-ig tartozott az Oszmán Birodalomhoz, ekkor a berlini kongresszus határozata alapján az Osztrák-Magyar Monarchia része lett. Az osztrák-magyar uralom idején főként Galíciából nagyszámú lengyel és ukrán lakosság települt át Boszniába, akik csakhamar a település lakosságának többségét alkották. 1910-ben a Prnjavori járáshoz tartozó településen 50 háztartást, 4 ortodox, 93 római katolikus, 20 muszlim és 36 görög katolikus lakost találtak. A monarchia szétesésével 1918-ban előbb a Szerb-Horvát-Szlovén Királyság, majd 1929-től a Jugoszláv Királyság része. 1921-ben a községnek 56 háztartása és 260 lakosa volt. Az 1929-es törvény értelmében, amikor Bosznia-Hercegovinát négy banovinára, Drinskára, Vrbaskára, Zetskára és Primorskára osztották, a település a Vrbaska banovina része lett, amelynek székhelye Banja Luka volt Jugoszlávia megszállása után a Független Horvát Állam (NDH) része lett. A második világháború után a település a szocialista Jugoszláviához tartozott. A háborút követően a lengyel lakosság hazatelepült Lengyelországba, az ukránok pedig részben asszimilálódtak, részben a Vajdaság nagyobb településeire vándoroltak ki. A daytoni békeszerződést követő területfelosztásnál a település Srbac község részeként a Szerb Köztársaság területéhez került.